# Región de Amhara

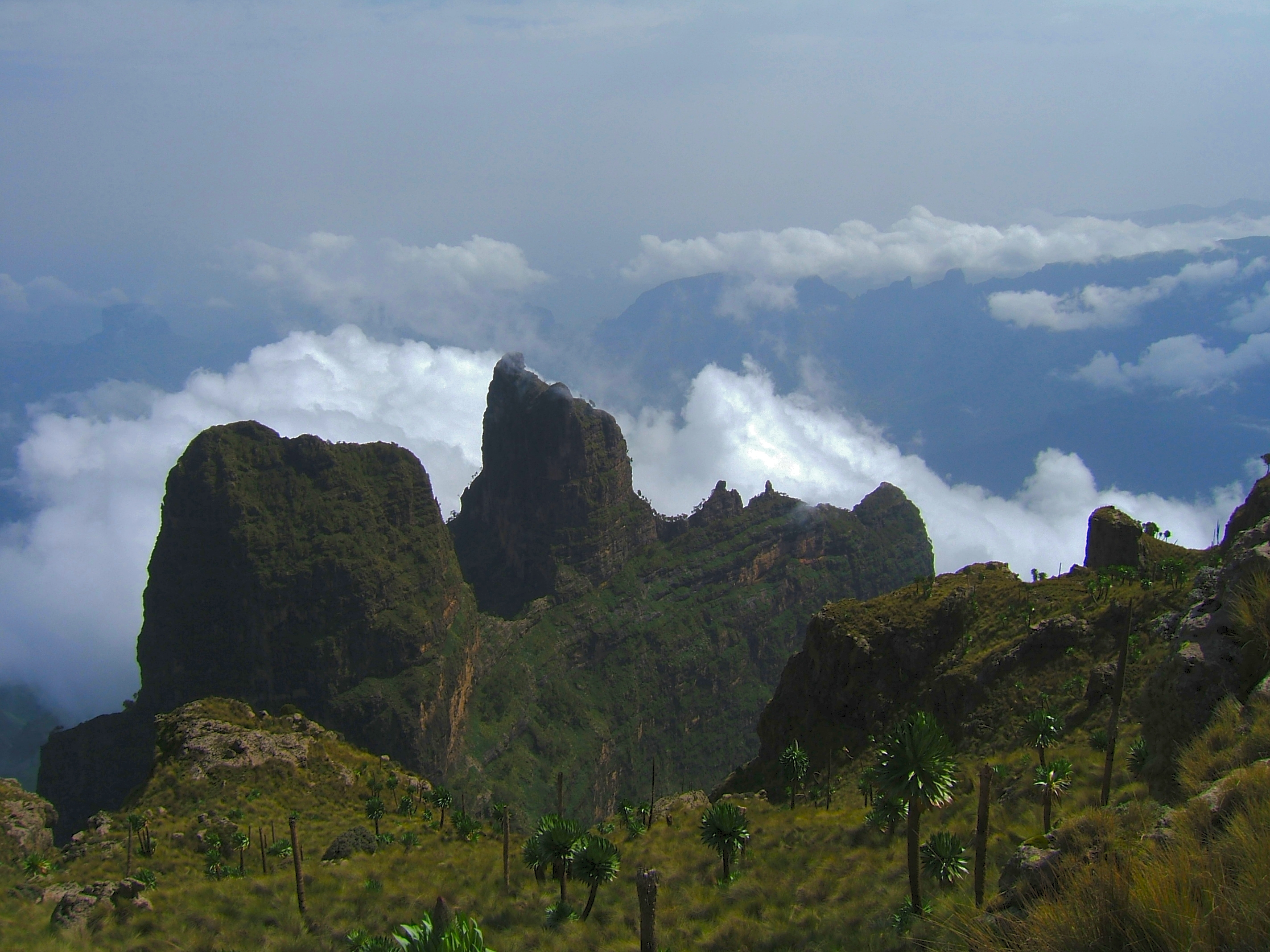
Parque nacional de Simen.

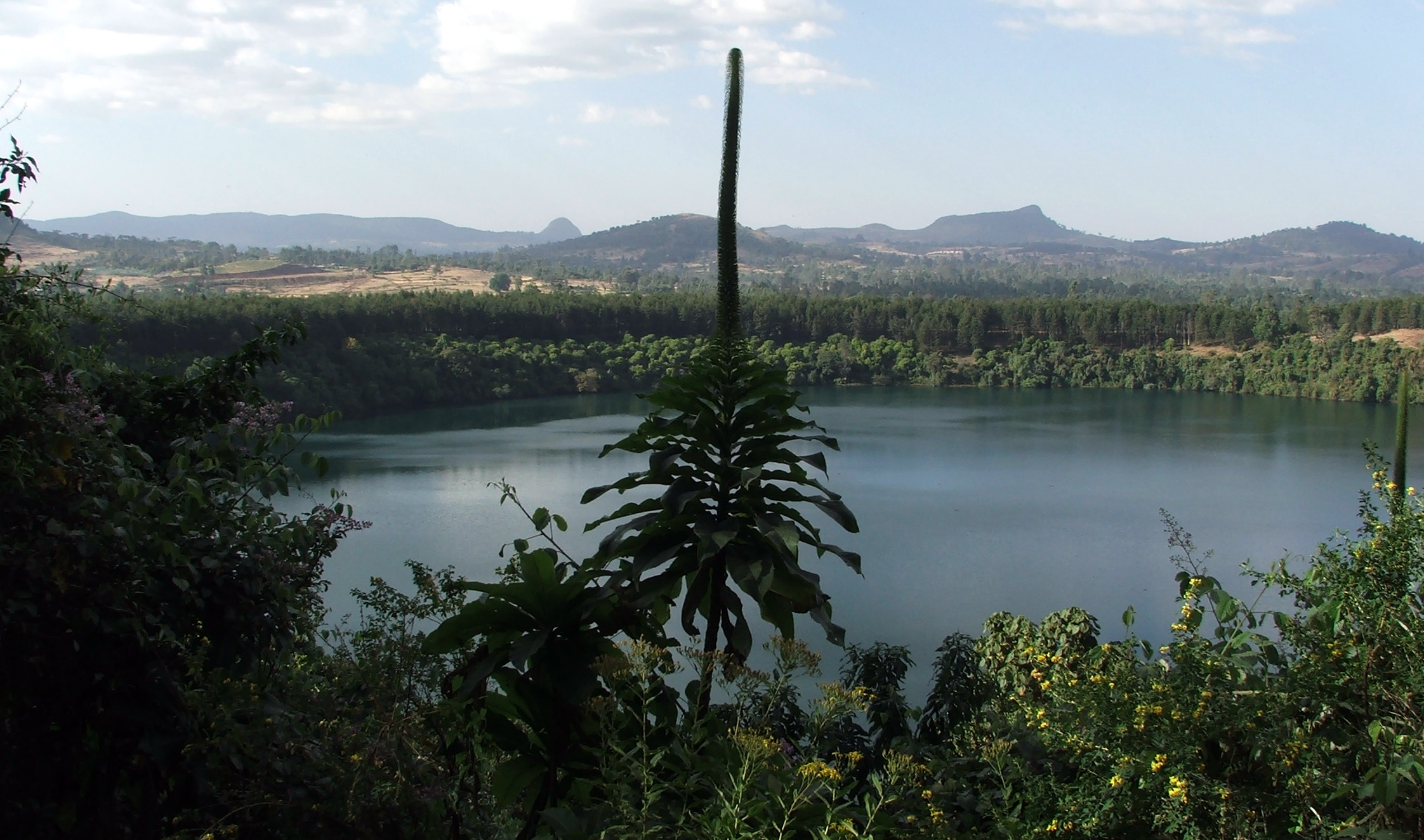
Lago Zengena.

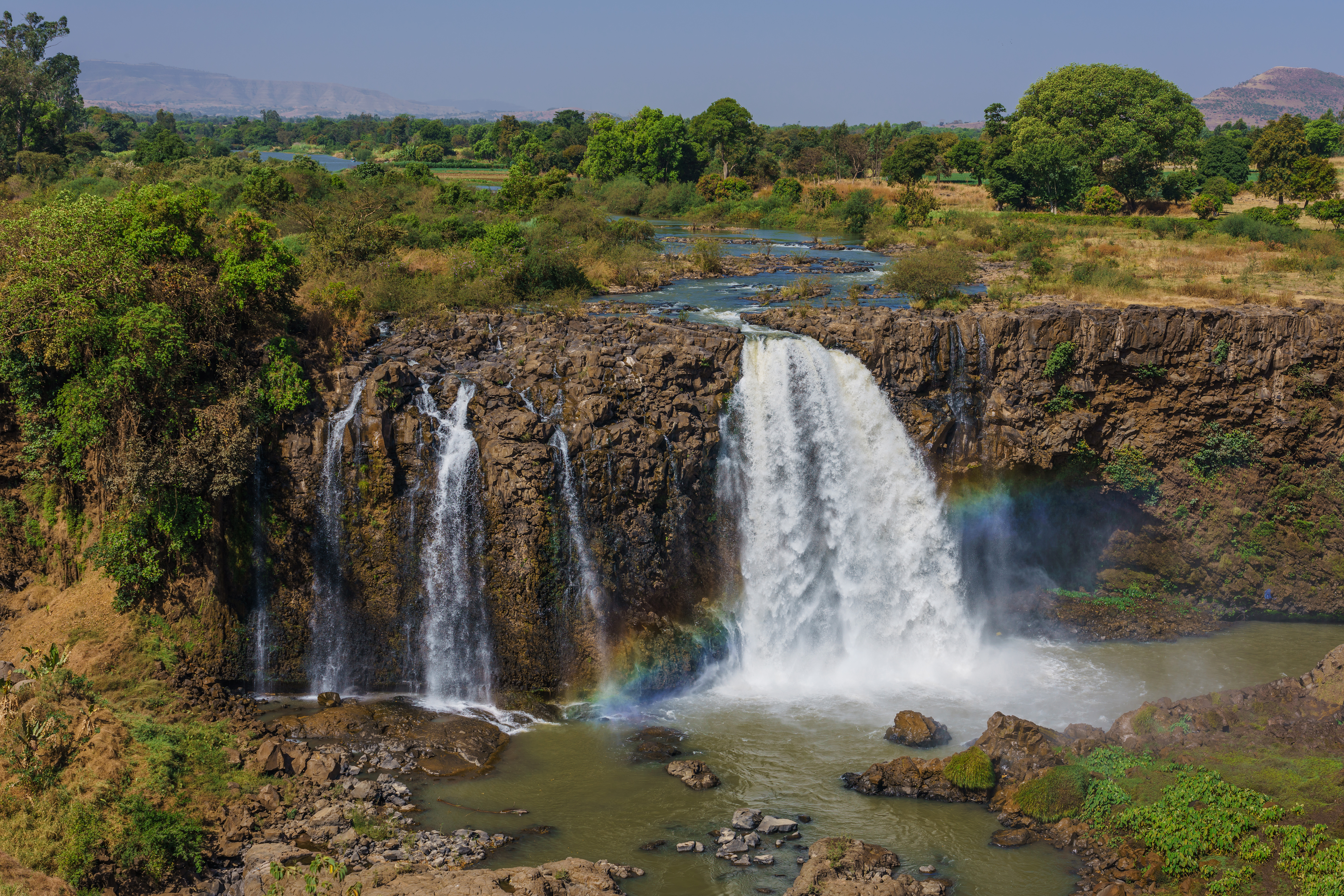
Vista de las cataratas del Nilo Azul.

Amhara o Amara (en amhárico: አማራ ämara) es una de las diez divisiones étnicas (o Kililoch), de Etiopía. Está poblado mayoritariamente por la etnia amhara. Su capital es Bahir Dar.

## Historia
Los veinticinco millones de amharas, aunque solo suponen una cuarta parte de la población de Etiopía, dominan la política del país, situación a la que accedieron tras una larguísima sucesión de luchas intestinas entre los nobles provinciales. En otros tiempos, los señores feudales exigían a sus vasallos la prestación del servicio militar, en pos siempre de una supremacía que les daba derecho a título de «rey de reyes». El último emperador, Haile Selassie, afirmaba descender de un linaje directamente emparentado con el rey Salomón y la reina de Saba. Es fama que la reina, atraída por la riqueza y sabiduría de Salomón, llegó con una gran caravana a Jerusalén, donde fue recibida con honores y agasajada. Cautivando por aquella mujer, Salomón cortejó a la exótica visitante, pero esta lo rechazó. Las diferentes versiones que explican cómo consiguió Salomón su propósito coinciden en dar como resultado el nacimiento de un hijo, Menelik. Años después este visitó la corte de su padre y obtuvo autorización para hacer una reproducción del arca de la alianza, al objeto de llevársela su país. Valiéndose de artimañas, el joven logró hacerse con el original y transportarlo a Aksum, donde fundó un reino, predecesor del imperio etíope. Esta leyenda y otras similares muestran un interesante aspecto de la historia etíope, como lo es la continua influencia de la lengua, cultura y civilización semíticas, sobre todo en los siglos inmediatamente anteriores y posteriores al nacimiento de Cristo.

### Antigüedad
En Roma y Bizancio se conoció la existencia de la monarquía aksumita, establecida en el norte de Etiopía y muy activa en las disputas dinásticas de la Arabia meridional y de Sudán, donde intervino contra el reino de Meroe, destruyéndolo hacia el año 330 d. C. En esa época el monarca aksumita Azana se convirtió al cristianismo, aunque se conservaron numerosas creencias de origen semítico. Tal debió ser el origen de los falashas o judíos negros, y posiblemente de aquí proceda la importancia que la iglesia etíope sigue concediendo al antiguo testamento. Las ruinas de Aksum cerca de Adua, en la provincia de Tigré, son un testimonio vivo de la magnitud del imperio aksumita cuyo florecimiento coincidió con la consolidación del cristianismo en Etiopía. Pero debido a las incursiones de los árabes por las costas egipcias durante el siglo VII los etíopes perdieron los lazos con Bizancio, aunque el cristianismo sobrevivió y estuvo en contacto con la iglesia copta.

### Edad Media
El Imperio de Aksum inició su decadencia durante el siglo VIII con el auge del islamismo, y desaparece de la historia partir del X. Parte de la unidad perdida se restableció con la dinastía zagüe, uno de cuyos reyes, Lalibela, dio su nombre a una población famosa por sus templos excavados la roca. El estilo arquitectónico de estas iglesias, reminiscente del aksumita, parece inspirarse asimismo en estructuras previstas de madera tal vez para el culto cristiano. En cualquier caso la mayoría de estas construcciones datan de los últimos decenios del siglo XIII, y coinciden con la llegada al trono de los monarcas amharas.

### Edad Moderna
Durante los siglos XIII y XIV, los núcleos cristianos rebasaron por el sur de la zona que hoy ocupan los Amharas. Estas regiones meridionales sucumbieron ante los embates del islamismo y la expansión de los gallas, y no se recuperaron hasta finales del siglo XIX, durante el reinado de Menelik II (1889-1913).
Un monarca del siglo XV, Zara Yacob (Zar'ā Yāʿiqōb), llevó a cabo una extensa campaña contra el paganismo. En el siglo XVI intervinieron los portugueses, interesados en el fructífero monopolio del comercio con India y ocupados en asegurarse una ruta libre de los obstáculos musulmanes. Aliándose con los reyes etíopes, derrotaron a los invasores árabes y consiguieron una posición de privilegio en el país, aunque más tarde perdieron esas ventajas por su insistencia en que la iglesia nacional reconociera la supremacía de Roma. Tras su expulsión Europa volvió a perder el contacto con Etiopía.

### SigloXIX
Hasta mediados del siglo XIX, la historia del país es una sucesión de luchas entre príncipes como la que ocupó a los príncipes de Gondar, Choa y Tigré, todos ellos supuestos descendentes del linaje salomónico. Teodoro restableció el control de los amharas sobre gran parte de Etiopía. Sin embargo, disgustado por el silencio con el que la reina Victoria acogió una de sus misivas diplomáticas tomó represalias contra los residentes europeos. La fulminante reacción británica supuso la derrota y muerte de Teodoro, tras lo cual las tropas expedicionarias abandonaron el país.

### SigloXX
A Juan IV (1831-1889), único gobernante no amhara desde 1270, le sucedió como negus Menelik II, con cuyo impulso Etiopía ganó gran parte de su extensión actual. Fallecido el emperador a consecuencia de un ataque cerebrovascular, el ras Tafari Makonnen asumió la regencia y luego el título de negus con el nombre de Haile Selassie (santísima Trinidad).
Durante toda la historia de luchas dinásticas que ensangrentaron el país la iglesia etíope fue la única institución estable y políticamente poderosa. Propietaria de más del 15 % de las tierras cultivadas, su cabeza suprema, el patriarca o Abuna, dispone de un formidable poder. Otros personajes ricos e influyentes son el debteras. Hay centenares de monjes y algunos ermitaños.

## Geografía
La primera impresión del viajero que, saliendo de Addis Abeba, se dirige hacia el norte y penetra en la gélida antiplanicie etíope, es de absoluta desolación. Las redondeadas colinas parecen desprovistas de unos cuantos eucaliptos. Con una altura media de 3000 metros sobre el nivel del mar y aunque esta región se encuentra a tan solo nueve grados de latitud norte, el viento es tan frío que sus habitantes, los amharas, deben protegerse de los rigores del clima con la tradicional shamma o toga de algodón.

### Zonas administrativas
- Zona Agew Awi
- Zona Gondar del Sur
- Zona Wollo del Sur
- Zona Gojjam Occidental
- Zona Gojjam Oriental
- Zona Oromia
- Zona Gondar del norte
- Zona Shewa del norte
- Zona Wollo del norte
- Zona Wag Hemra
- Zona especial Bahir Dar

## Demografía
Según la Agencia Central de Estadísticas de Etiopía, en 2017 la población alcanzó unos 21.134.988 habitantes un aumento con respecto a 2005 cuando Amhara tenía un estimado total de 19 120 005 habitantes, consistentes de 9 555 001 hombres y 9 565 004 mujeres. 16 925 000 de ellos, u 88.5 % de la población es rural, según sus estimaciones, mientras 2 195 000 u 11.5 % es urbana. Con un área estimada de 159 173,66 km², esta región tiene una densidad aproximada de 120,12 hab/km².
Esta información se basó en que el censo de 1994 arrojó una población de 13 834 297, con 6 947 546 hombres y 6 886 751 mujeres. La población urbana era de 1 265 315 mientras que la rural era de 12 568 982 (aproximadamente el 90 % del total).
La mayoría de su población es de la etnia amhara, con un estimado de 91,2 %; otros grupos son los oromo (3 %), agaw/awi (2,7 %), qemant (1,2 %), y agaw/kamyr (1 %).

### Religión
Del total, un 81,5 % son cristianos ortodoxos etíopes, 18,1 % musulmanes, y 0,1 % protestantes según estimaciones de 1994, para 2007 el censo estimó un 82,5 % de cristianos ortodoxos etíopes, 17,2 % eran musulmanes, y 0,2 % cristianos protestantes de varios grupos.

### Lenguas
Hacia el siglo V, el ge'ez era la lengua más ampliamente usada, y fue en esta lengua en la que se escribieron las escrituras cristianas, de hecho, hoy en día conserva un carácter exclusivamente litúrgico. La posición de ge'ez es comparable a la del latín en Europa, donde ha seguido siendo la lengua oficial de la iglesia aun cuando no es una lengua hablada. De la evolución lingüística del ge'ez clásico surgieron el tigriña, el tigré, hablado en el norte de Eritrea. El amhárico está relacionado pero seguramente no deriva directamente del ge'ez y además presenta mayor influencia de las lenguas agaw del grupo cushítico. Las lenguas agaw cuya presencia en la región es anterior a la de los hablantes de origen semítico siguen hablándose en la actualidad en la región.
En la región el amhárico ha ido ganando espacio al resto de lenguas, y algunas fuentes indican que acabaría por imponerse sobre los restantes idiomas, dada la evidente ventaja social y política de sus hablantes, miembros del grupo dirigente del país, aunque en el 2020 el gobierno etíope introdujo 4 nuevas lenguas oficiales a nivel nacional. En la fonética y la sintaxis el amhárico pueden rastrearse muchos elementos ajenos al semítico. Aunque idioma oficial desde el año 1270, las obras literarias más antiguas escritas en esta lengua, solo se remontan al siglo XVII. La lengua amhárica es, entre todas las etíopes, la de más reciente formación y sus hablantes, los amharas, son el último de una larga sucesión de pueblos dominantes en esta región de África.

## Situación actual
Los Amhara ejercieron la supremacía en el país con el régimen de Menguistu Haile Mariam, hasta que fue derrocado por una coalición de partidos dominados por la etnia tigriña tigranya.

### Gobierno
El partido del gobierno es el Frente Democrático Revolucionario del Pueblo Etíope.
El All Amhara Peoples Organization (AAPO) parece ser una organización paraguas detrás de la que se ocultan diversos grupos armados: Ethiopian Unity Front opera en el norte de Shewa; el Ethiopian Unity Patriotic Front o Ethiopian National Patriotic Front del Dr. Taye Woldesamayat quizás busca fondos para la adquisición de armas. No obstante no se informa de choques armados en territorio amhara en los últimos años, sobre todo en la línea fronteriza con Sudán donde la violencia es persistente: utilizada primero por los monárquicos del EDU (Ethiopian Democratic Union) en su lucha contra Menguistu Haile Mariam, luego fue zona de combate para el EPRP marxista-leninista, quien a su vez fue eliminado por el ejército, ocupando entonces estas posiciones fuerzas del TPLF. El desplazamiento de personas que se encontraban entre la guerrilla y el ejército dio lugar al surgimiento de los Kefagne (Descontentos). Se intentó organizar a estos Kefagne en un Kefagne Patriotic Front, y al parecer se formó un consejo de cinco antiguos generales del régimen de Menguistu para dirigir este frente, y se produjeron algunos choques hacia 1993 pero desde 1994 no se ha informado de ninguna actividad. Su capital se encuentra en la ciudad de Gondar.

## Cultura
La iglesia está presente en todas las etapas importantes de la vida es. El sacerdote bendice el hogar del recién nacido, lo circuncida si es varón, lo bautiza a los 40 días y, más tarde, presenta los pequeños en el templo y les da la comunión. El sacerdote aconseja a quienes desean casarse por la iglesia que mediten profundamente su decisión, pues este enlace es indisoluble. Lo más corriente es contraer matrimonio civil o contractual, de diversa duración y fácil de disolver a instancias de uno de los cónyuges. De nuevo aparece el sacerdote cuando al creyente le llega la hora de la muerte, pues a él le corresponde absolver al moribundo, sepultar los cadáveres y oficiar los funerales a los 40 días en que se produjo el óbito.
También el medio geográfico es importante en la vida cotidiana de los amharas, quienes pese a dominar la política nacional son, en su mayoría, simples campesinos. El padre de familia inicia su jornada con una plegaria y, si posee instrucción escolar, lee algún pasaje de un texto bíblico. Hechas sus abluciones con el agua que trae la esposa o un hijo y, tras desayunar –posiblemente con injerias, hojuelas de gran tamaño preparadas a base de un grano menudo llamado teff y una salsa muy picante-, inicia el día de trabajo en el campo. El las tierras bajas es donde se obtienen los mejores rendimientos con el maíz y el mijo. También obtienen otros productos como especias, carnes y derivados lácteos, los cuales son objeto de intercambio en los mercados con los afares del desierto y los gallas, establecidos al sur del territorio Amhara.
La mujer amhara trabaja mucho. Antes del amanecer ya está moliendo el teff para freír las injerias ; hace la limpieza y da de comer a los animales menores y a las gallinas que merodean por la casa. Preparan cerveza o aguamiel, va a por agua, recoja el combustible –casi siempre boñiga seca-, teje esteras y confecciona cestas. Si el marido trabaja en un campo cercano le lleva el almuerzo. Cuando vuelve a casa al atardecer, le lava los pies y le sirve la cena. Los hijos dedican casi todo el día al cuidado de los animales de labranza (bueyes) y de carga (asnos, mulos y algún caballo), además de vacas, ovejas y cabras que producen carne y leche para el consumo familiar.
Los amharas, muy respetuosos con sus superiores, no son serviles. Destacan por su ceremoniosidad y formalismo. Las estrictas normas de conducta vienen dictadas por el cabeza de familia quien, en los medios campesinos, sigue eligiendo a sus yernos y nueras. Su principal característica, como pueblo, es la aceptación de las penalidades de la vida. El hombre ha de ser independiente, responsable y respetuoso con la intimidad de los demás (costumbre que explica la distribución demográfica en caseríos, y no en aldeas). 
Como todos los pueblos campesinos, son tradicionales -defienden la imposición de las costumbres religiosas- y autoritarios -la principal cualidad de un gobernante es la fuerza-. Según esta mentalidad, el hombre ideal es fuerte, belicoso, trabajador y prolífico. La excesiva sinceridad, el hablar demasiado de uno mismo, es indicio de flaqueza de carácter y puede exponer al individuo a un ataque de otro. La reserva, incluso el engaño, son signos de sabiduría.
Cierto autor ha visto la clave de este concepto del mundo en un estilo poético muy apreciado por los amhara. Se trata de la sam ena warg o “cera y oro”. Pareados con palabras de doble sentido. Lo que se escucha es la "cera" pero hay que descubrir el sentido profundo del pareado que es el "oro". Para esto hay que ser una persona observadora. Esta búsqueda del profundo significado de las cosas es inherente al carácter amhara.
Durante generaciones los amhara se han sentido unidos por un credo religioso (cristianismo copto), una interpretación del honor y una forma de vida que permitía al campesino convertirse en señor, o al arrendatario en terrateniente. Su sociedad era fuerte porque todos creían en sus tradiciones. Como no podía menos de suceder, la educación escolar está debilitando el poder paterno sobre los hijos. La nueva generación se encuentra con problemas hasta ahora desconocidos, pues la vida urbana es completamente diferente a la campesina. El pueblo amhara se encuentra ante la delicada transición a una economía moderna, sin que por ello tenga que abandonar, antes al contrario, el legado cultural de sus antepasados.